# Jan I Sverkersson
Jan I Sverkersson (ur. 1201, zm. 10 marca 1222) – król Szwecji od 1216 roku, z dynastii Swerkerydów.
Był synem Swerkera II i jego drugiej żony Ingegardy, córki Birgera Brosa. W 1216 roku po śmierci Eryka X został wybrany królem Szwecji. Koronacja Jana I odbyła się w 1219 roku. Zmarł bezżennie i bezpotomnie.